# Grădina potecilor ce se bifurcă
„Grădina potecilor ce se bifurcă” (spaniolă El jardín de senderos que se bifurcan) este o povestire fantastică de Jorge Luis Borges. A apărut prima dată în 1941. Grădina potecilor ce se bifurcă este și titlul unei colecții din 1941 republicată în 1944 ca Ficțiuni (spaniolă Ficciones). Tema povestirii prefigurează interpretarea multiple-lumi a mecanicii cuantice. Este posibil să fie inspirată de lucrarea filozofului și autorului de science fiction Olaf Stapledon.

## Colecția
Colecția din 1941 cuprinde povestirile:
- "Tlön, Uqbar, Orbis Tertius", prima dată publicată în mai 1940
- "El acercamiento a Almotásim", prima dată publicată în	 1936
- "Pierre Menard, autor del Quijote", prima dată publicată în mai 1939
- "Las ruinas circulares", prima dată publicată în decembrie 1940
- "La lotería en Babilonia", prima dată publicată în ianuarie 1941
- "Examen de la obra de Herbert Quain", prima dată publicată în aprilie 1941
- "La biblioteca de Babel", prima dată publicată în revista Sur, 1941
- "El jardín de senderos que se bifurcan", prima dată publicată în revista Sur, 1941